# Kattvind

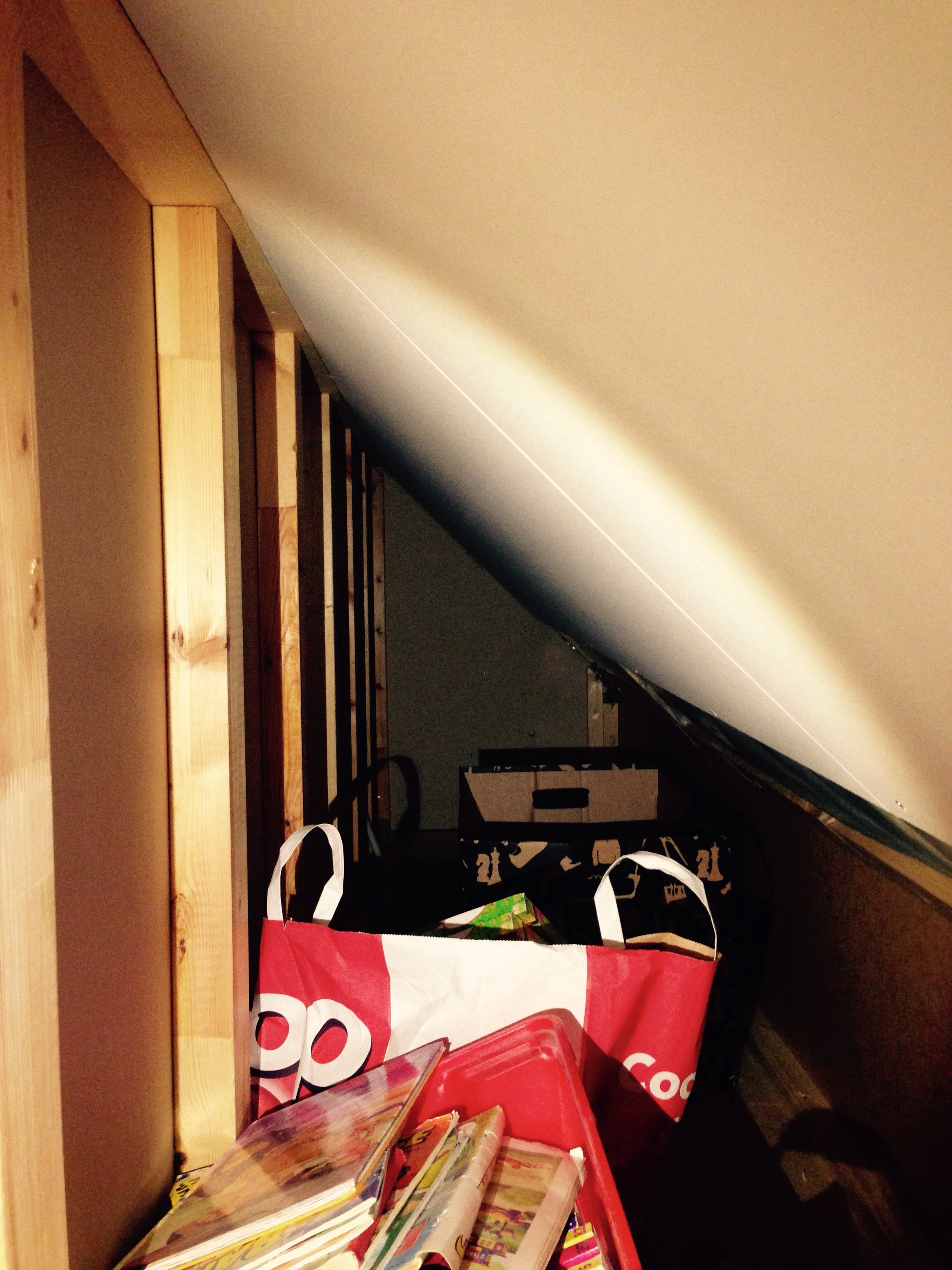
Kattvind.

En kattvind är ett vindsutrymme under yttertaket som ligger i samma plan som ett bostadsutrymme med rum i normalhöjd. De finns normalt i övervåningen i hus med hög takvinkel. Det kallas även nöffe i Göteborgstrakten. Det är ofta lågt i tak och ganska trångt. 